# 石川岩雄
石川 岩雄（いしかわ いわお）は日本の地方公務員、造園家。東京高等造園学校卒。造園家としてその後震災復興再開発事業に従事し、1924年 事業決定した震災復興公園#震災復興52小公園のパンフレットのパースを手掛ける。
東京都公園緑地部時代の、1958年には田畑貞寿、池原謙一郎、伊藤邦衛、清水友雄、中島健らと銀座で庭のデザイナー6人展に参加。1961年（昭和36年）開園の神代植物公園他一連の造園設計で、日本造園学会賞受賞を、1974年には第3回日本公園緑地協会北村賞受賞している。その他代表作に旧近藤医院庭園（武蔵野市境南、1958年、大刈り込みの他、アメリカの花木寄せ植えを取り入れたデザイン）がある。

## 主な著書
- 庭づくり全科, 三橋一也と共著 1976年 家の光協会
- 庭のデザインブック, 三橋一也と共著 大泉書店, 1960年